# Wytse van der Goot
Wytse van der Goot (Bussum, 4 mei 1982) is een Nederlands sportverslaggever bij onder meer Veronica, Ziggo Sport, ESPN en SBS.

## Biografie
Wytse van der Goot groeide op met zijn oudere broer Jelte van der Goot, zijn vader Leo van der Goot en zijn moeder José van der Ven. Hij haalde met succes zijn havodiploma en volgde daarna een opleiding aan het hbo. Van 2003 tot 2009 studeerde Van der Goot journalistiek aan de Hogeschool van Utrecht. Hij volgde tevens een acteursopleiding in Amsterdam, al bleek dat achteraf toch niet zijn ding te zijn.

## Loopbaan
Van der Goot begon zijn carrière bij RTL Sport en gaf later ook commentaar bij Talpa en Sport 1. In 2013 ging Van der Goot als presentator/verslaggever en commentator aan de slag bij FOX Sports. In 2015 stapte hij over naar Ziggo Sport. Daarnaast werkt hij sinds datzelfde jaar voor SBS Sport, op SBS6 en Veronica. Van der Goot fungeerde daar bijvoorbeeld als sidekick bij de Champions League wedstrijden, waar hij nieuwtjes, extra filmpjes en samenvattingen presenteerde. Ook was hij te zien als presentator bij KNVB-Bekerwedstrijden. Sinds seizoen 2018/19 doet Van der Goot verslag van UEFA Champions League-wedstrijden vanaf het veld (op dinsdagen) en als commentator (op woensdagen). Sinds augustus 2018 is hij ook verslaggever bij het voetbalpraatprogramma Veronica Inside. Bovendien is Van der Goot een van de commentatoren voor interlands van het Nederlands vrouwenvoetbalelftal. In 2021 volgde hij Jack van Gelder op als presentator van het voetbalprogramma Rondo bij Ziggo Sport.

## De Slimste Mens
In de zomer van 2016 was de commentator te zien in het programma De Slimste Mens op NPO 2. Van der Goot was zeven keer te gast en werd vijf keer 'De slimste van de dag', waardoor hij mocht terugkomen in de finaleweek. Hij haalde de finale met als medekandidaten George van Houts en Joël Broekaert. De publiekslieveling Van der Goot werd in het finalespel verslagen door Van Houts en werd tweede.